# Gordon Darcy Lilo
Gordon Darcy Lilo, né le 28 août 1965, est un homme politique salomonais. Il est Premier ministre des îles Salomon du 16 novembre 2011 au 9 décembre 2014.

## Biographie

### Études
Il est titulaire d'une licence d'économie de l'université de Papouasie-Nouvelle-Guinée, et d'un master de développement et d'administration de l'université nationale australienne.

### Débuts politiques
Après avoir été secrétaire permanent au ministère des Finances puis au ministère des Forêts et de l'Environnement, il se lança en politique, et fut élu député de la circonscription de Gizo-Kolombangara lors des élections législatives de décembre 2001. Il fut alors élu chef officiel du Groupe des Indépendants, position reconnue par la Constitution, le plaçant à la tête des députés qui ne se reconnaissaient ni dans la majorité du premier ministre Sir Allan Kemakeza, ni sur les bancs de l'opposition officielle. Il conserva ce poste jusqu'aux élections législatives d'avril 2006, où il fut réélu député sous l'étiquette du Parti du développement rural.

### Ministre
En mai 2006, le nouveau premier ministre Manasseh Sogavare le nomma ministre des Finances -l'un des postes les plus importants- dans un gouvernement de coalition.
En novembre 2007, Lilo entra en désaccord avec Sogavare. À la suite de l'immobilisation temporaire des avions de la compagnie Solomon Airlines par son directeur général, Ron Sumsum, Lilo refusa de limoger la direction de la compagnie. Le 8 novembre, Sogavare le démit de ses fonctions de ministre des Finances, et le nomma ministre de la Justice, poste moins influent. Lilo mena alors une fronde contre le premier ministre, démissionnant deux jours plus tard avec le vice-premier ministre Toswell Kaua et sept autres ministres. Sogavare accusa Lilo de mauvaise gestion des fonds publics, et de n'avoir pas progressé dans la réhabilitation de zones frappées par un séisme et un tsunami dans la Province de Choiseul et la Province occidentale. Il ajouta avoir reçu une plainte d'une compagnie d'exploitation forestière accusant Lilo de tentaive d'extorsion. Lilo rétorqua en demandant la démission de Sogavare, accusant le premier ministre d'avoir nui à l'image du pays, en refusant d'extrader vers l'Australie son procureur général, Julian Moti, accusé de viol sur mineure, ou encore en n'étant pas présent à un récent Forum des îles du Pacifique. Il accusa aussi Sogavare de s'être acheté un domaine de propriété à Honiara avec un prêt garanti par l'ambassade de Taïwan,,.
Sogavare fut finalement destitué par une motion de censure, et Derek Sikua lui succéda le 20 décembre. Le 22 décembre, Lilo fut nommé ministre de l'Environnement. Il conserva ce poste jusqu'aux élections législatives d'août 2010, où il obtint un troisième mandat de député, élu cette fois sans étiquette. Il fut nommé ministre des Finances et du Développement par le nouveau premier ministre Danny Philip, le 27 août. Les 9 et 10 novembre 2011, quatre ministres quittèrent leur poste et rejoignirent les rangs de l'opposition. Le 11 novembre, Philip limogea Lilo, l'accusant de conspiration avec l'opposition. Quelques heures plus tard, Philip lui-même démissionna, n'ayant manifestement plus de majorité parlementaire. Lilo se porta candidat à sa succession, contre le candidat attitré de l'opposition, Milner Tozaka.

### Premier ministre
Il fut élu premier ministre par le Parlement le 16 novembre 2011, avec 29 voix contre 20,.
Le gouvernement Lilo (appuyé par les gouvernements de Nauru, des Tuvalu, du Vanuatu et du Timor oriental) introduisit la motion qui amena l'Assemblée générale des Nations unies à réinscrire la Polynésie française sur la Liste des territoires non autonomes définie par les Nations unies, en mai 2013. Lilo expliqua qu'il souhaitait ainsi voir la Polynésie française accéder à l'auto-détermination concernant son avenir. Le jour avant que l'Assemblée générale ne se prononce, l'Assemblée de la Polynésie française, à majorité anti-indépendantiste, avait adopté une motion demandant aux Nations unies de ne pas réinscrire le pays sur cette liste. La France dénonça la motion salomonaise comme étant une « ingérence flagrante, une absence complète de respect pour les choix démocratiques des Polynésiens » ; ces derniers venaient d'élire un gouvernement hostile à l'idée d'indépendance.
À la surprise générale, Lilo perd son siège de député aux élections législatives de novembre 2014. En accord avec les règles du système de Westminster, il ne peut donc prétendre à un poste au gouvernement sous la nouvelle législature,.

### Suites
Il retrouve un siège au Parlement, cette fois comme député de Honiara-centre, aux élections de 2024. Seul élu de son Parti pour le développement rural, il se range dans le groupe des députés indépendants (c'est-à-dire ceux qui ne font partie ni de la majorité parlementaire, ni de l'opposition officielle), groupe dirigé par Peter Kenilorea junior.